# تیم ملی فوتبال بلژیک
تیم ملی فوتبال بلژیک یک تیم فوتبال بین‌المللی است که به نمایندگی از کشور بلژیک به میدان می‌رود و زیر نظر اتحادیه سلطنتی فوتبال بلژیک فعالیت می‌کند.

## فهرست بازیکنان تیم ملی بلژیک (جام جهانی ۲۰۲۲)
- سرمربی:  روبرتو مارتینز
- کمک مربی‌ها:  تیه‌ری آنری،  توماس فرمایلن

فهرست بازیکنان حاضر در جام جهانی ۲۰۲۲ (تا تاریخ ۱ دسامبر ۲۰۲۲)